# Kårobligatorium
Med kårobligatorium avses en skyldighet för studenter att vara medlemmar i en studentkår för att få studera på en högskola eller ett universitet. Kårobligatorium förekommer med skilda utformningar i många olika länder.

## Finland
I Finland är medlemskap i studentkåren obligatorisk för den som studerar vid universitet för lägre eller högre högskoleexamen. Genom kåravgiften delfinansierades länge också viss hälsovård för de studerande. Från 2021 finansieras studenthälsovården genom motsvarande avgift till folkpensionsanstalten och bidrag från staten. Samtidigt får Studenternas hälsovårdsstiftelse ansvar för också yrkeshögskolestudenterna, medan utbytesstudenter går miste om Studenthälsans tjänster och istället skall vända sig till kommunen.

## Sverige

### Obligatoriet vid statliga universitet och högskolor
Studenterna vid statliga universitet och högskolor i Sverige omfattades fram till och med den 30 juni 2010 av ett kårobligatorium genom lagstiftning. Högskolelagen (1992:1434, 4:4) bemyndigade regeringen att besluta om skyldighet för studenterna att tillhöra särskilda studentorganisationer; i förordning (1983:18) om studerandekårer, nationer och studentföreningar vid universitet och högskolor, ofta kallad obligatorieförordningen, utfärdade regeringen föreskrifter om sådana skyldigheter. Parallellt med kårobligatoriet fanns ett obligatorium för studenter vid universiteten i Uppsala och Lund att även vara medlemmar i en nation och för studenterna vid Stockholms universitet att även vara medlemmar i en studentförening.
Riksdagen beslutade 10 juni 2009 att kårobligatoriet vid statliga universitet och högskolor i Sverige skulle avskaffas från och med 1 juli 2010.
Kårobligatoriet hade en lång historia. År 1667 infördes obligatoriskt medlemskap i de dåvarande nationsföreningarna, för att kunna hålla ordning på och övervaka studenterna. Med detta som förebild infördes år 1908 obligatoriskt medlemskap i studentkårerna, som hade uppstått under 1800-talet.
Medlemskapet kontrollerades normalt vid tentamen och/eller vid registrering på kurs, samt inför utfärdande av examen. Rektor kunde besluta om avstängning av de studenter som inte erlagt sin kåravgift. Från och med 1 juli 2010 blev det dock alltså frivilligt för studenter vid svenska universitet högskolor att vara medlem i en studentkår. Således kom medlemskapet ej längre att kontrolleras efter detta datum.
Lagstiftningen var länge omdebatterad då vissa ansåg att den strider mot den negativa föreningsfriheten. När kårobligatoriet tog upp för prövning av Europakommissionen för mänskliga rättigheter, befanns det att en studentkår är en del av universitetets administration av studenterna. Då föreningsfriheten i artikel 11 i Europakonventionen inte gäller för offentliga institutioner, gick bestämmelsen inte att applicera på en studentkår och obligatoriet stred därmed inte mot föreningsfriheten. Sedan 2007 hade det funnits en bred enighet bland riksdagspartierna om att kårobligatoriet vid statliga lärosäten skulle avskaffas. En statlig utredning om hur avskaffandet skulle genomföras (SOU 2008:11) lades fram i början av 2008. Den föreslog bland annat att studentkårerna skulle kvarstå, men att deras verksamhet skulle finansieras genom statsbidrag istället för obligatoriskt medlemskap, samt 1 juli 2010 som datum för ikraftträdande av de nya bestämmelserna.
I samband med att kårobligatoriet avskaffades infördes även fri konkurrens om kårstatus. Enligt Studentkårsförordningen (2009:769) ska den studentsammanslutning som har störst anslutningsgrad för sitt verksamhetsområde tilldelas status som studentkår i perioder om tre år. En studentkår som önskade behålla sin kårstatus inför 1 juli 2010 var enligt detta tvungen att ansöka om status som studentkår innan den nya förordningen trädde i kraft.

### Obligatoriet vid privata universitet och högskolor
Vid vissa privata universitet och högskolor, bland annat Chalmers tekniska högskola och Högskolan i Jönköping omfattas studenterna av ett kårobligatorium. Obligatoriet grundar sig då på beslut av respektive lärosäte och får snarast ses som ett civilrättsligt avtal mellan lärosätet och den enskilde studenten. Genom att acceptera en utbildningsplats accepterar studenten ett föreskrivet medlemskap i studentkår. Både Chalmers tekniska högskola och Högskolan i Jönköping har behållit kårobligatoriet även efter avskaffandet vid de statliga högskolorna.